# Запис орах на Чукару (Голубовац)
Запис орах на Чукару (Голубовац) се налази на парцели чији је власник Општина Параћин.

## Локација
| Општина             | Параћин                                                                     |
| Катастарска општина | Голубовац                                                                   |
| Потес               | Чукар                                                                       |
| Координате          | 43° 48′ 21″ С; 21° 30′ 02″ И / 43.805900000000001° С; 21.500599999999999° И |
| Надморска висина    | 218m                                                                        |

## Карактеристике
Дендрометријске вредности утврђене на терену и сателитским снимцима:
| Стабло                     | Орах |
| Висина стабла              | m    |
| Обим дебла                 | m    |
| Пречник крошње             | 7m   |
| Пречник дебла              | m    |
| Висина дебла до прве гране | m    |

## База записа
Запис је у оквиру Викимедија пројекта "Запис - Свето дрво" заведен под редним бројем 0322.